# Horst Ehrmantraut
Horst Ehrmantraut (* 11. prosince 1955, Einöd) je bývalý německý fotbalista, obránce. Po skončení aktivní kariéry působil jako trenér.

## Fotbalová kariéra
Hrál za FC 08 Homburg, Eintracht Frankfurt a Herthu BSC. Nastoupil v 81 bundesligových utkáních a dal 1 gól. V Poháru UEFA nastoupil ve 4 utkáních. V roce 1980 vyhrál Pohár UEFA s Eintrachtem Frankfurt. 

## Ligová bilance
| Ročník                                    | Zápasy | Góly | Klub                |
| ----------------------------------------- | ------ | ---- | ------------------- |
| 2. německá fotbalová Bundesliga 1975/1976 | 32     | 2    | FC 08 Homburg       |
| 2. německá fotbalová Bundesliga 1976/1977 | 36     | 4    | FC 08 Homburg       |
| 2. německá fotbalová Bundesliga 1977/1978 | 34     | 4    | FC 08 Homburg       |
| 2. německá fotbalová Bundesliga 1978/1979 | 27     | 3    | FC 08 Homburg       |
| Německá fotbalová Bundesliga 1979/1980    | 13     | 0    | Eintracht Frankfurt |
| 2. německá fotbalová Bundesliga 1980/1981 | 41     | 10   | Hertha BSC          |
| 2. německá fotbalová Bundesliga 1981/1982 | 36     | 2    | Hertha BSC          |
| Německá fotbalová Bundesliga 1982/1983    | 30     | 1    | Hertha BSC          |
| 2. německá fotbalová Bundesliga 1983/1984 | 25     | 1    | Hertha BSC          |
| 2. německá fotbalová Bundesliga 1984/1985 | 38     | 2    | Hertha BSC          |
| 2. německá fotbalová Bundesliga 1985/1986 | 32     | 3    | FC 08 Homburg       |
| Německá fotbalová Bundesliga 1986/1987    | 17     | 0    | FC 08 Homburg       |
| Německá fotbalová Bundesliga 1987/1988    | 21     | 0    | FC 08 Homburg       |
| CELKEM Německá fotbalová Bundesliga       | 81     | 1    |                     |
| CELKEM 2. německá fotbalová Bundesliga    | 301    | 1    |                     |